# Stórhóll (bergstopp i Island, Suðurland, lat 64,31, long -20,37)
Stórhóll är en bergstopp i republiken Island. Den ligger i regionen Suðurland, 80 km öster om huvudstaden Reykjavík. Toppen på Stórhóll är 618 meter över havet.
Trakten runt Stórhóll är nära nog obefolkad, med mindre än två invånare per kvadratkilometer. Närmaste större samhälle är Reykholt, omkring 16 kilometer söder om Stórhóll. Trakten runt Stórhóll består i huvudsak av gräsmarker.